# Кампонгтхом
Кампонгтхо́м (кхмер. ខេត្តកំពង់ធំ — друга за площею провінція (кхет) у центральній частині Камбоджі .

## Історія
На території провінції розташовані до-ангкорські пам'ятники Самбор Прей Кук і Прасат Андет, а також інші пам'ятки ангкорського періоду.

## Адміністративний поділ
Територія провінції включає 8 округів, 81 комуну і 736 сіл.
| Код  | Назва         | Оригінал  |
| ---- | ------------- | --------- |
| 0601 | Барай         | បារាយណ៍      |
| 0602 | Кампонгсвай   | កំពង់ស្វាយ    |
| 0603 | Стингсаєн     | ស្ទឹងសែន     |
| 0604 | Прасатбаланг  | ប្រាសាទបល្ល័ង្គ |
| 0605 | Прасатсамбоур | ប្រាសាទសំបូរ   |
| 0606 | Сандан        | សណ្តាន់      |
| 0607 | Сантук        | សន្ទុក      |
| 0608 | Стоунг        | ស្ទោង       |

## Відомі уродженці
- Пол Пот
- Канг Кек Ієу